# Generic Interface Specification
Generic Interface Specification (GIS) ist eine Authentifizierungsmethode, die von dem Unternehmen iPass Anfang 2002 auf den Markt gebracht wurde.
GIS wird bei öffentlichen iPass Hotspots eingesetzt und kann auch bei sogenannten On-Campus-WLANs verwendet werden. Die Nutzerdaten werden mittels des Verschlüsselungsprotokolls SSL (Secure Sockets Layer, siehe Transport Layer Security) an das zentrale WLAN-Gateway des Providers übermittelt. Von dort werden die Authentifizierungsdaten weiter über SSL an die Authentifizierungsdatenbank des Kunden geleitet, d. h. der Kunde selbst authentifiziert seine Mitarbeiter, nicht der WLAN-Provider. Wenn der WLAN-Provider vom AAA-Server des Kunden vom RADIUS-Server ein Accept Response erhält, startet das Billing.
GIS verschlüsselt nicht die Nutzerdaten, sondern ermöglicht eine sichere Authentifizierung am WLAN-Hotspot. Der GIS Smart Client (z. B. iPassConnect) unterstützt SSL, ohne dabei einen Browser zu verwenden. Die Nutzerdaten werden bei Firmenkunden in der Regel von einem VPN-Client verschlüsselt.
GIS ist häufig bei kommerziellen Wireless LAN zu finden, da dort 802.1X noch nicht eingesetzt werden kann.